# Saint-Lary-Soulan
Saint-Lary-Soulan är en kommun i departementet Hautes-Pyrénées i regionen Occitanien i sydvästra Frankrike. Kommunen ligger i kantonen Vielle-Aure som tillhör arrondissementet Bagnères-de-Bigorre. År 2022 hade Saint-Lary-Soulan 837 invånare.

## Befolkningsutveckling
Antalet invånare i kommunen Saint-Lary-Soulan
| Referens: INSEE |